# Генрих I Толстый
Генрих (Анри, Энрике) Толстый (фр. Henri le Gros; исп. Enrique el Gordo; ок. 1244 — 22 июля 1274, Памплона) — граф Шампани и Бри под именем Генрих III, король Наварры под именем Энрике I Толстый с 1270 года. Младший сын Теобальда I Наваррского и Маргариты де Бурбон.

## Биография
С 1265 года, в период правления его старшего брата Теобальда II, Генрих являлся наследником и исполнял обязанности наместника, так как Тибо много времени проводил в Шампани и при дворе французского короля. В начале 1270 года, когда Тибо отправился готовиться к Крестовому походу Людовика Святого, Генрих официально был назначен регентом. Бездетный Тибо умер 4 декабря 1270 года на Сицилии при возвращении из Восьмого крестового похода.
Коронация Генриха в Памплоне состоялось 1 марта следующего, 1271 года. После коронации Генрих поклялся чтить хартию феодальных вольностей Наварры, совершил поездку по городам Наварры и затем отправился в Париж на принесение вассальной присяги королю Франции Филиппу III Смелому как граф Шампани.
В 1269 году он женился на Бланке д’Артуа (1248 — 2 мая 1302), дочери Роберта I, графа д’Артуа и Матильды Брабантской (1224—1288), дочери брабантского герцога Генриха II. Бланка была племянницей Людовика IX Святого, короля Франции. Его восшествие на престол совпало с таким экономическим подъёмом в Наварре, какого прежде не случалось на Пиренеях. Но по Парижскому договору (1259 год) англичане получили права на Гасконь, что впоследствии фактически отрезало Наварре доступ к океану (с тех пор как Франция снова стала не в ладу с Англией).
Генрих позволил «старому городу» Памплоны — бургу Наваррерия — расторгнуть союз, созданный в 1266 году с противоборствующими новыми бургами-предместьями Сан Сернин (Сан Сатурнино) и Сан Николас, населёнными выходцами из Франции. Он также предоставил привилегии городам Эстелла, Аркос и Виана, поощряя городской рост. Его отношения с дворянством были в целом дружественные, однако Генрих любыми способами поддерживал мир и порядок в своем королевстве.
Генрих поначалу стремился восстановить территории, утраченные в Кастилии, помогая восстанию Фелипе, брата Альфонсо X Мудрого, короля Кастилии, в 1270 году. Но в итоге прекратил оказывать помощь, предпочитая создать альянс с Кастилией через обручение в 1272 году своего малолетнего сына Тибо с дочерью Альфонсо X. План осуществить не удалось в связи со скорой гибелью Тибо, после того как он вырвался из рук няни и свалился вниз, когда та гуляла с ним по галерее на стенах замка Эстелла в 1273 году.
Вскоре после смерти наследника Генрих оформил другой матримониальный союз, обручив новую наследницу дочь Жанну, которой не было и года, с наследником английского короля Эдуарда I Длинноногого принцем Генрихом.
Генрих ненадолго пережил своего сына. С его смертью мужская линия Шампанского дома пресеклась. Законным наследником стала его полуторагодовалая дочь Жанна I с матерью Бланкой в качестве регента. Английский принц Генрих, жених Жанны, скончался в том же 1274 году, и Бланка поспешила обручить дочь с французским принцем Филиппом, вторым сыном Филиппа III.
16 августа 1284 года одиннадцатилетняя (совершеннолетняя по кутюмам Шампани) Жанна вышла замуж за Филиппа, к тому времени уже наследника французской короны, ставшего через год королём Филиппом IV. Этот брак дал возможность присоединить к королевскому домену Шампань, а также привёл к первому объединению Франции и Наварры в рамках личной унии (до 1328 года).

## В литературе
В Божественной Комедии Данте Алигьери, более молодой современник, видит дух Генриха за пределами ворот Чистилища, где он стоит в группе с другими европейскими монархами 13-го столетия. Генрих не упоминается непосредственно, но он называется «добрым лицом» и «свекром Губителя Франции».